# 宮崎市立内海小学校
宮崎市立内海小学校（みやざきしつ うちうみしょうがっこう）は、宮崎県宮崎市内海にある公立の小学校。

## 概要
歴史
1874年（明治7年）に「内海小学校」として創立。現校名になったのは1951年（昭和26年）。2024年（令和6年）に創立150周年を迎えた。
校章
中央に「小」の文字を配している。
校歌
作詞は高橋家成、作曲は有馬俊一による。歌詞は3番まであり、1番の歌詞中に校名の「内海」が登場する。
通学区域
宮崎市のうち「大字内海」。中学校区は宮崎市立青島中学校。

## 沿革
- 1874年（明治7年） - 天神山東に校舎を新築し、「内海小学校」が開校。
- 1884年（明治17年）- 南側に校舎を移転。
- 1886年（明治19年）頃 - 小学校令の施行により、簡易科（3年制）を設置の上、「簡易内海小学校」に改称。
- 1889年（明治22年）5月1日 - 町村制の施行により、北那珂郡「青島村」が発足。
- 1890年（明治23年）- 尋常科（4年制）を設置の上、「尋常内海小学校」に改称。
- 1892年（明治25年）- 「内海尋常小学校」に改称。
- 1901年（明治34年）5月 - 現在地に校舎を新築の上、移転を完了。
- 1908年（明治41年）4月 - 改正小学校令により、尋常科の修業年限（義務教育年限）が4年制から6年制に改められる。尋常科5年を新設。
- 1909年（明治42年）4月 - 尋常科6年を新設。
- 1919年（大正8年）9月 - 高等科（2年制）を設置の上、「内海尋常高等小学校」に改称。
- 1925年（大正14年）3月 - 校舎を増築。運動場を拡張。
- 1941年（昭和16年）4月1日 - 国民学校令施行により、「青島村内海国民学校」に改称。尋常科を初等科に改める。
- 1943年（昭和18年）4月 - 北校舎が完成。
- 1945年（昭和22年）7月17日 - 空襲により、5教室が全焼。
- 1947年（昭和22年）- 学制改革が行われる（六・三制の実施）。
  - 4月1日 - 国民学校初等科は、新制小学校「青島村立内海小学校」に改組・改称。
  - 5月8日 - 国民学校高等科は、青年学校普通科とともに、新制中学校「青島村立青島中学校」に統合。
  - 11月1日 - 納屋ヶ平分校を設置。
- 1949年（昭和24年）
  - 5月12日 - 新校舎が完成。
  - 12月13日 - 青島村立青島中学校内海分校が併置される。
- 1951年（昭和26年）3月25日 - 宮崎市への編入により、「宮崎市立内海小学校」（現校名）に改称。
- 1953年（昭和28年）5月 - 中校舎が完成。
- 1956年（昭和31年）4月1日 - 内海分校が青島中学校から分離の上、「宮崎市立内海中学校」として独立。
- 1961年（昭和36年）2月 - 学校給食を開始。
- 1964年（昭和39年）3月 - 納屋ヶ平分校を廃止。
- 1966年（昭和41年）3月31日 - 宮崎市立青島中学校への統合により、宮崎市立内海中学校が閉校。
- 1968年（昭和43年）3月 - 鉄筋コンクリート造2階建て新校舎1棟（17教室）が完成。
- 1970年（昭和45年）
  - 5月 - 宮崎県立図書館やまびこ文庫巡回が開始。
  - 9月 - プールが完成。
- 1974年（昭和49年）11月 - 創立100周年記念式典を挙行。
- 1976年（昭和51年）3月 - 体育館が完成。
- 1989年（平成元年）8月 - 運動場を整備。
- 1990年（平成2年）3月 - アコウの木を学校の木に制定。
- 1992年（平成4年）10月 - 芝張りを実施。
- 2003年（平成15年）4月 - 2学期制を試行。
- 2004年（平成16年）
  - 3月 - 新正門が完成。
  - 4月 - 2学期制の本格運用を開始。
  - 9月 - エレベーターを設置。
- 2005年（平成17年）5月 - 運動場を整備。
- 2006年（平成18年）11月 - 体育館の耐震工事が完了。
- 2007年（平成19年）3月 - 新プールが完成。

## 交通
最寄りの鉄道駅
- JR九州 日南線 「内海駅」

最寄りのバス停留所
宮崎交通バス「内海港前」停留所
最寄りの幹線道路
- 宮崎県道377号内海加江田線

## 周辺
- 内海郵便局
- 宮崎市漁協 内海支所
- 守山神社